# Cleone
Cleone is een naam van een nimf uit de Griekse Mythologie. Ze was een van de dochters van de oceanide Asopus en Metope. Het dorpje Cleonae dankt zijn naam volgens de overlevering aan haar.